# Artūrs Silgailis
Artūrs Mihails Silgailis (ur. 13 listopada 1895 r. w miejscowości Mežmuižā na Łotwie w granicach Rosji, zm. 15 sierpnia 1997 r. w Toronto) – rosyjski i łotewski wojskowy (pułkownik), dowódca piechoty i zastępca dowódcy 15 Dywizji Grenadierów SS, szef sztabu w Generalnym Inspektoracie Legionu Łotewskiego SS, sekretarz generalny wojny w Łotewskim Komitecie Narodowym.
W 1914 r. wstąpił ochotniczo do armii rosyjskiej. W październiku 1915 r. ukończył szkołę wojskową w Wilnie. Służył m.in. w 426 Pułku Piechoty. Latem 1916 r. został przeniesiony do dowództwa Floty Bałtyckiej w Helsinkach, a następnie garnizonu fortecy Sveaborg. W okresie międzywojennym służył w łotewskiej armii, m.in. w 6 Pułku Piechoty w Rydze, dochodząc do stopnia pułkownika. Po zajęciu Łotwy przez Niemców w 1941 r., podjął współpracę z okupantami. 1 marca 1943 r. został dowódcą piechoty i zastępcą dowódcy 15 Dywizji Grenadierów SS w stopniu Legions-Standartenführera der SS. W listopadzie tego roku awansował na Waffen-Oberführera der SS. Od lipca 1944 r. był szefem sztabu w Generalnym Inspektoracie Legionu Łotewskiego SS, na czele którego stał SS-Gruppenfuhrer Rūdolfs Bangerskis. Od 20 lutego 1945 r. sprawował funkcję sekretarza generalnego wojny w Łotewskim Komitecie Narodowym, kierowanym przez R. Bangerskisa. Po zakończeniu wojny wyemigrował do Kanady, gdzie zmarł 15 sierpnia 1997 r.
Opublikował książkę o Łotewskim Legionie SS (Latviešu leģions, Kopenhaga, 1962); wyd. anglojęzyczne: Latvian Legion, 1986.
Był odznaczony m.in. Triju Zvaigžņu ordenis, Aizsargu Nopelnu krusts, Latvijas Atbrīvošanas Kara Piemiņas Zīme, Latvijas Republikas atbrīvošanas cīņu 10 gadu jubilejas piemiņas medaļa.